# Jimmy Ernst
Hans-Ulrich Ernst (ook wel Jimmy Ernst) (Keulen, 24 juni 1920 – New York, 6 februari 1984) was een Amerikaans schilder geboren in Duitsland.

## Vroege leven
Jimmy Ernst werd geboren in 1920 in Keulen, Duitsland. Zijn vader was de Duitse surrealistische schilder Max Ernst en Luise Straus-Ernst, een bekende kunsthistorica en journaliste. Zijn ouders scheidden in 1926. Ernst bleef bij zijn moeder in Keulen wonen. In 1930 bezocht hij zijn vader in Frankrijk, waar hij veel kunstenaars ontmoette, waaronder Luis Buñuel, Salvador Dalí, Alberto Giacometti, André Masson, Joan Miró, Man Ray en Yves Tanguy, evenals zijn vaders geliefde Leonora Carrington. In februari 1933, een maand nadat Hitler kanselier van Duitsland was geworden, doorzocht de SS het appartement van Luise Straus. Als bekende intellectueel en joodse werd ze door het nieuwe regime als verdacht beschouwd. Ernst werd naar zijn grootvader gestuurd, Luise's vader, terwijl zijn moeder naar Parijs verhuisde. In juni 1938 voer Jimmy van Le Havre naar New York op het lijnschip SS Manhattan.
Daar ontmoette hij veel Europese ballingen en de avant-garde van de stad. In 1940 diende hij een verzoekschrift in bij het Emergency Rescue Committee (ERC) om zijn vader vrij te krijgen van internering. Het ERC verzekerde zijn vrijlating in 1941 en Max Ernst arriveerde in New York vanuit het door Nazi's bezette Frankrijk. In 1944 werd zijn moeder, zonder dat Jimmy het wist, vermoord in het concentratiekamp Auschwitz, nadat ze daarheen was gestuurd vanuit het interneringskamp Drancy in Frankrijk.

## Carrière
In 1941 werd Jimmy Ernst assistent/secretaris van Peggy Guggenheim (die tevens zijn stiefmoeder was). Kort daarna werd Ernst directeur van The Art of This Century Gallery in 1942. Een jaar later had hij zijn eerste eenpersoonstentoonstelling. 
Aan het eind van de jaren 1940 werd hij lid van The Irascible Eighteen, een groep abstracte schilders die protesteerden tegen het beleid van het Metropolitan Museum of Art ten opzichte van de Amerikaanse schilderkunst van de jaren 1940. Leden van de groep waren onder andere Willem de Kooning, Adolph Gottlieb, Ad Reinhardt, Hedda Sterne, Richard Pousette-Dart, William Baziotes, Jackson Pollock, James Brooks, Clyfford Still, Robert Motherwell, Bradley Walker Tomlin, Theodoros Stamos, Barnett Newman en Mark Rothko. 
In 1951 werd Jimmy instructeur aan het Department of Design, Brooklyn College. In 1969 verhuisde hij naar East Hampton. Hij bouwde ook een winterhuis in Florida in 1980.
Hij ontving het Guggenheim Fellowship in 1961, een beurs van de Carnegie Foundation in 1967 en een eredoctoraat van de Long Island University (Southampton College) in 1982. Ook werd hij verkozen tot lid van de American Academy of Arts and Letters. In 1977 werd hij verkozen tot Associate Academician van de National Academy of Design. 
Zijn memoires, A Not-So-Still Life, over zijn jeugd en vroege jaren in de Verenigde Staten, werd net voor zijn dood in 1984 gepubliceerd.

Dallas Ernst richtte de Jimmy Ernst Award op ter nagedachtenis aan haar man. De prijs van 10.000 dollar wordt toegekend aan een schilder of beeldhouwer “wiens levenslange bijdrage aan zijn of haar visie zowel consistent als toegewijd is geweest”. De American Academy of Arts and Letters reikt de prijs sinds 1990 jaarlijks uit.